# Zoltán Ribli
Zoltán Ribli [ˈzoltaːn ˈribli] (* 6. September 1951 in Mohács) ist ein ungarischer Schach-Großmeister.

## Leben

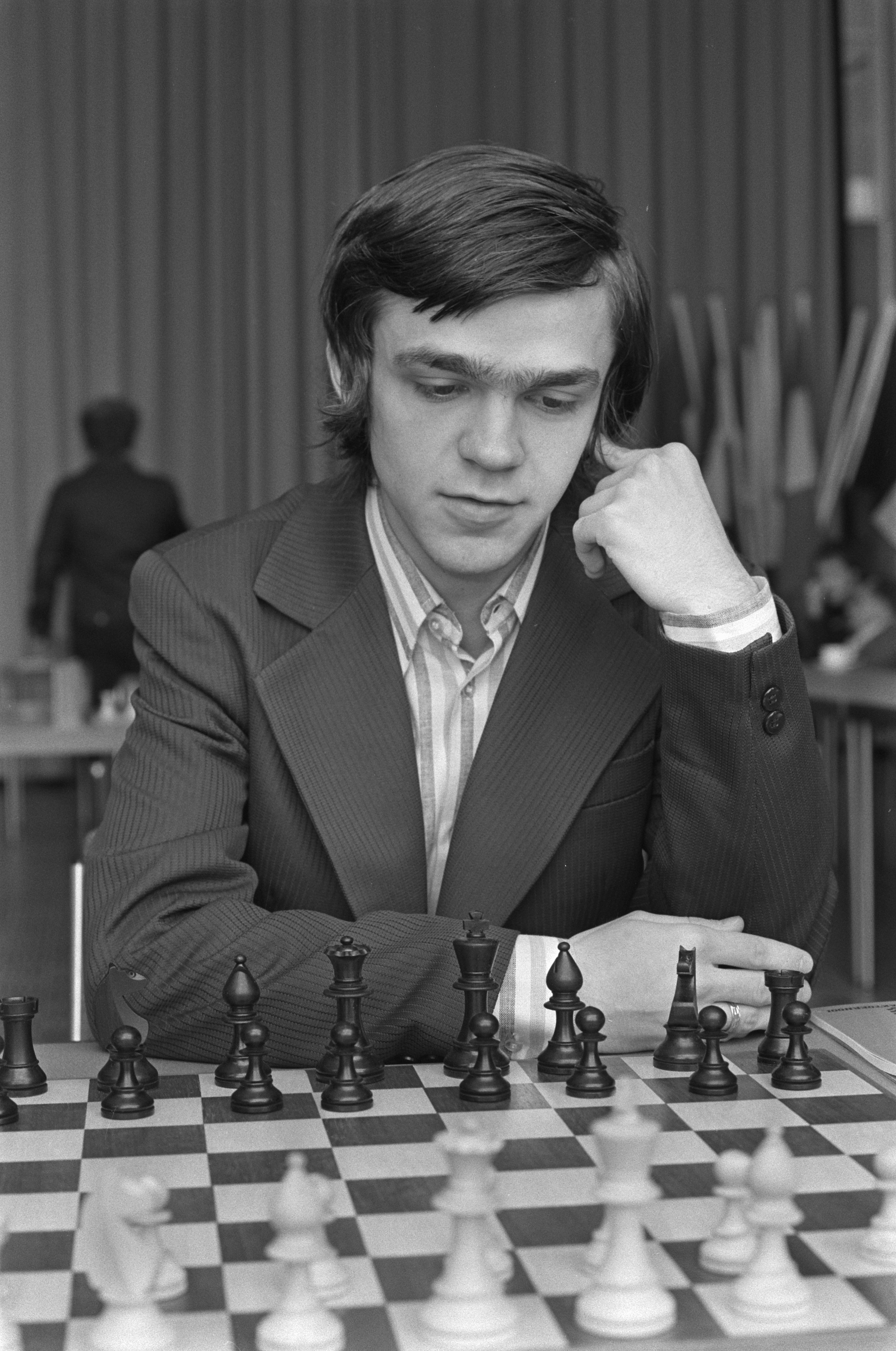
Zoltán Ribli, Amsterdam 1974

Ribli gewann zweimal die Jugendeuropameisterschaft: 1968/69 (geteilt mit Karl-Heinz Maeder und Rafael Vaganian) und 1970/71 (ungeteilt).
Der Weltschachbund FIDE verlieh ihm 1970 den Titel Internationaler Meister, 1973 den Großmeistertitel.
Er gewann 1973, 1974 und 1977 die ungarische Landesmeisterschaft.
Beim Weltmeisterschaftszyklus 1978 gewann er 1975 das Zonenturnier von Reykjavík und qualifizierte sich für das Interzonenturnier in Manila 1976, bei dem er geteilter 5.–6. wurde. Im Zyklus zur WM 1981 gewann er 1979 das Zonenturnier in Warschau und qualifizierte sich für das Interzonenturnier in Riga, bei dem er mit seinem Landsmann András Adorján geteilter Dritter wurde, wodurch ein Stichkampf um den letzten Platz für das Kandidatenturnier erforderlich wurde. Der Wettkampf endete 3:3, doch hatte Adorján die bessere Wertung im Turnier und kam deshalb weiter. Im Zyklus zur WM 1984 gewann Ribli 1982 zum dritten Mal das Zonenturnier (in Băile Herculane) und qualifizierte sich für das Interzonenturnier in Las Palmas im gleichen Jahr, das er ebenfalls gewinnen konnte. Damit wurde er das erste Mal Kandidat um die Weltmeisterschaft. Im Viertelfinale der Kandidatenkämpfe in Alicante gelang ihm 1983 ein Sieg über Eugenio Torre mit 6:4 (+3 =6 −1), doch scheiterte er überraschend im Halbfinale in London 1983/84 an Ex-Weltmeister Wassili Smyslow mit 4,5:7,5 (+1 =7 −3).
Er gewann das 3. Schachfestival Baden-Baden 1981 gemeinsam mit Anthony Miles vor Viktor Kortschnoi. 1984 spielte er für die Weltauswahl beim Wettkampf UdSSR gegen den Rest der Welt in London am fünften Brett gegen Rafael Vaganian, den er mit 2,5:1,5 (+1 =3 −0) besiegte. 1985 wurde er beim Kandidatenturnier in Montpellier geteilter 13. zusammen mit Viktor Kortschnoi.
Im Jahre 1986 gewann Ribli das Großmeisterturnier der Dortmunder Schachtage. Zur Jahreswende 1986/87 gewann er in Reggio nell’Emilia. Im Jahre 1989 gewann er gemeinsam mit Viswanathan Anand, Predrag Nikolić und Gyula Sax das Traditionsturnier von Wijk aan Zee.
Seit 1995 ist Ribli auch Internationaler Schiedsrichter, seit 2009 FIDE Senior Trainer. Bei der Schacholympiade 2008 war er der Trainer der österreichischen Nationalmannschaft.

## Nationalmannschaft

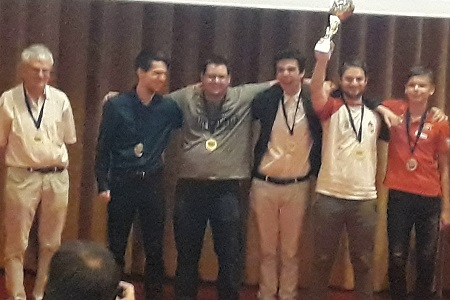
Team Ungarn 2019 in Radenci, links Captain Zoltán Ribli

Ribli spielte für Ungarn von 1970 bis 1994 bei allen zwölf Schacholympiaden, an denen Ungarn teilnahm (die Schacholympiade 1976 wurde von den Staaten des Warschauer Paktes boykottiert). Er war Mitglied der ungarischen Mannschaft, die bei der Schacholympiade 1978 in Buenos Aires sensationell vor der UdSSR die Goldmedaille gewann. Außerdem erreichte er mit der Mannschaft 1970, 1972 und 1980 den zweiten Platz.
Des Weiteren nahm er an der Mannschaftsweltmeisterschaft 1985 teil, bei der er mit Ungarn den zweiten Platz belegte und das beste Einzelergebnis am zweiten Brett erreichte. Er spielte bei den Mannschafts-Europameisterschaften 1973, 1977, 1980 und 1983, wobei er 1977 und 1980 mit der Mannschaft den zweiten Platz erreichte, 1973 und 1983 den dritten Platz. Im Juni 2019 gewann sein Team den Mitropapokal in Radenci.

## Vereine
In Ungarn spielt Ribli für Aquaprofit NTSK, mit denen er 2012, 2013, 2014, 2015, 2016, 2017, 2018, 2019 und 2020 ungarischer Mannschaftsmeister wurde. Früher spielte er für den Csuti Antal SK Zalaegerszeg, mit dem er 1996 am European Club Cup teilnahm.
In der deutschen 1. Bundesliga spielte er von 1985 bis 1995 für den FC Bayern München, mit dem er 1986, 1989, 1990, 1991, 1992, 1993 und 1995 deutscher Mannschaftsmeister wurde und 1992 den European Club Cup gewann, von 1995 bis 2000 für den SK Passau, danach spielte er bis 2009 für den TV Tegernsee, mit dem er auch 2005 am European Club Cup teilnahm. Von 2011 bis 2016 spielte er in der Bundesliga für die SV 1930 Hockenheim, seit der Saison 2016/17 spielt er erneut für den FC Bayern München.
In der österreichischen Bundesliga (bis 2003 Staatsliga) spielte er von 1996 bis 2000 für den SK Ottakring (er nahm allerdings am European Club Cup 1998 mit dem SK Admiral Sparkasse Fürstenfeld teil), von 2004 bis 2010 für Union Styria Graz, mit der er 2006 österreichischer Mannschaftsmeister wurde, in der Saison 2011/12 für ASVÖ St. Veit/Glan und in der Saison 2012/13 für den SK Husek. Seit 2013 spielt er erneut für St. Veit.
In der bosnischen Premijer Liga spielte Ribli von 2004 bis 2007 für den ŠK Željezničar Sarajevo, mit dem er 2007 bosnischer Mannschaftsmeister wurde.
Am European Club Cup hat Ribli außerdem mit dem slowenischen Verein ŠD Radenska Pomgrad Murska Sobota, dem kroatischen Verein GŠK Mravince-Dalmacijacement und dem bosnischen Verein ŠK Bihać teilgenommen.